# Desuetudo
Desuetudo (wym. [deswetudo] lub [desłetudo], nie „desuetudo”; z łac. odwyknienie, odzwyczajenie) – termin prawniczy oznaczający jedną z reguł derogacyjnych, według której długotrwałe niestosowanie lub nieprzestrzeganie w praktyce określonej normy prawnej skutkuje utratą przez nią mocy obowiązującej.
Podstawowa funkcja polega na uchylaniu mocy obowiązującej istniejących norm. Jeżeli zwyczaj jest uważany za fakt prawotwórczy, to może uchylić przepis prawa pozytywnego. Desuetudo opiera się na behawioralnym kryterium: przepis prawa nie obowiązuje, ponieważ nie jest przestrzegany. Za objęte desuetudo uznaje się normy: sankcjonowaną, jeśli mimo pojawienia się warunków określonych w jej hipotezie adresaci nie zachowują się zgodnie z dyspozycją tej normy; sankcjonującą, jeśli mimo naruszenia normy sankcjonowanej adresat wtórny (organ państwa) nie korzysta ze swoich kompetencji i nie stosuje sankcji. Uznaje się wówczas, że państwo straciło zainteresowanie dla tych norm, przestało je chronić swym przymusem, w związku z czym norma przestała obowiązywać w każdym ze znaczeń terminu „obowiązywanie”.
W przeciwieństwie do innych reguł derogacyjnych (np. lex specialis derogat legi generali) desuetudo nie jest powszechnie akceptowaną zasadą i możliwość jej stosowania we współczesnych systemach prawnych jest kwestionowana. 
Przykład historyczny: posłowie na sejm 1638 zażądali odczytania zapisków z narad króla z senatorami rezydentami. Władysław IV Waza kazał odpowiedzieć, iż „leges (ustawy) otrzymują robur ex usu et observantia (siłę z używania i przestrzegania) i tracą propter non usum (z powodu nieużywania)”. Jako że przywołana ustawa „nigdy nie była in usu (w użytku) i najstarsi senatorowie nie pamiętają przykładu wykonywania jej”, miało to oznaczać jej unieważnienie. Posłowie odmówili uznania tej zasady twierdząc, że lex publica nunquam cessabit (powszechna ustawa nigdy [nie] ustępuje).
Jako współczesny przykład zastosowania można podać próbę rozwiązania problemu prawnego, jaki zrodził się po 1989, kiedy to wśród niektórych prawicowych działaczy i ugrupowań politycznych pojawiły się tezy o dalszym obowiązywaniu konstytucji kwietniowej z 1935, nigdy formalnie nieuchylonej. Wtedy to też pojawiła się opinia Biura Legislacyjnego Kancelarii Senatu, w której stwierdzono, iż konstytucja kwietniowa przestała obowiązywać właśnie na mocy desuetudo. Ponadto niekiedy można spotkać się z poglądem, że w związku z niestosowaniem w czasach PRL przez organy państwowe przepisów konkordatu między Stolicą Apostolską a Rzecząpospolitą Polską z 1925, wygasł on przez desuetudo. 

## Literatura
- Uchwała Trybunału Konstytucyjnego z 23 stycznia 1991, sygn. akt W 4/90 (OTK 1991, poz. 17)
- Zbigniew Radwański, Prawo cywilne – część ogólna, wyd. 8., Warszawa 2005 (ISBN 83-7387-884-X), s. 55
- Tomasz Stawecki, Piotr Winczorek, Wstęp do prawoznawstwa, wyd. 4., Warszawa 2003 (ISBN 83-7387-181-0), s. 106–107
- Zygmunt Ziembiński, Desuetudo, „Państwo i Prawo” 1994, nr 11, s. 3 i n.

 Zapoznaj się z zastrzeżeniami dotyczącymi pojęć prawnych w Wikipedii.